# 索佩特蘭
索佩特蘭是哥倫比亞的城鎮，位於該國北部，由安蒂奧基亞省負責管轄，距離首府麥德林79公里，始建於1616年，面積223平方公里，海拔高度2,303米，2005年人口13,352。
6°40′N 75°45′W / 6.667°N 75.750°W